# لارس غونار بودان
لارس غونار بودان (بالسويدية: Lars Gunnar Bodin)‏ هو ملحن وشاعر سويدي، ولد في 15 يوليو 1935 في ستوكهولم في السويد.

## وصلات خارجية
- الموقع الرسمي
- لارس غونار بودان على موقع ميوزك برينز (الإنجليزية)
- لارس غونار بودان على موقع ديسكوغز (الإنجليزية)